# Sweet Melody
Sweet Melody è un singolo del gruppo musicale britannico Little Mix, pubblicato il 23 ottobre 2020 come terzo estratto dal sesto album in studio Confetti.

## Pubblicazione
Il 21 ottobre è stato pubblicato un video-teaser del brano.

## Descrizione
Il brano è stato scritto da Brian Garcia, Morten Ristorp, Robin Oliver Frid, Tayla Parx e Uzoechi Emenike e prodotto da questi ultimi quattro con Peoples.

## Promozione
Le Little Mix si sono esibite con Sweet Melody per la prima volta durante la prima puntata di Little Mix The Search, il 24 ottobre 2020. L'hanno poi presentata l'8 novembre in occasione degli MTV Europe Music Awards 2020 e il successivo 21 novembre al Jonathan Ross Show.

## Video musicale
Il video musicale è stato reso disponibile il 23 ottobre 2020. Nella clip le ragazze eseguono coreografie in un magazzino, tra le fiamme e accompagnate da altri ballerini.

## Tracce
1. Sweet Melody – 3:33

## Successo commerciale
Sweet Melody ha debuttato all'8ª posizione della Official Singles Chart britannica con 29 409 unità, diventando la sedicesima top ten delle Little Mix. Nella settimana di pubblicazione del disco di provenienza Confetti, il singolo è risalito alla 3ª posizione della graduatoria grazie ad altre 33 270 copie distribuite, registrando un incrementato di vendite del 42,3%. Nella settimana terminante il 14 gennaio 2021, grazie ad un'iniziativa dei fan, il singolo ha raggiunto la vetta della classifica con 31 186 copie vendute, divenendo la quinta numero uno del gruppo. La settimana successiva è scesa di una posizione, spodestata da Drivers License di Olivia Rodrigo, aggiungendo altre 30 360 unità al suo totale.
Anche nella Irish Singles Chart ha esordito all'8º posto, divenendo la prima top ten del gruppo nel paese in oltre due anni. Ha in seguito raggiunto un nuovo picco alla 7ª posizione nella classifica datata all'8 gennaio 2021.

## Classifiche

### Classifiche settimanali
| Classifica (2020-21) | Posizione massima |
| -------------------- | ----------------- |
| Belgio (Fiandre)     | 58                |
| Croazia              | 20                |
| Irlanda              | 7                 |
| Grecia               | 75                |
| Lituania             | 99                |
| Portogallo           | 80                |
| Regno Unito          | 1                 |
| Romania              | 89                |
| Svizzera             | 83                |

### Classifiche di fine anno
| Classifica (2021) | Posizione |
| ----------------- | --------- |
| Croazia           | 84        |
| Regno Unito       | 47        |